# IC 1732
IC 1732 ist eine Spiralgalaxie vom Hubble-Typ Sa im Sternbild Dreieck am Nordsternhimmel. Sie ist schätzungsweise 223 Millionen Lichtjahre von der Milchstraße entfernt und hat einen Durchmesser von etwa 115.000 Lichtjahren. Vom Sonnensystem aus entfernt sich die Galaxie mit einer errechneten Radialgeschwindigkeit von näherungsweise 4.900 Kilometern pro Sekunde.
Sie ist Teil der 34 Mitglieder zählenden Lyons Groups of Galaxies LGG 37 um NGC 669 und gehört zum Perseus-Pisces-Superhaufen.
Das Objekt wurde am 6. November 1891 von Guillaume Bigourdan entdeckt.

## Galaktisches Umfeld
| Nr. | Galaxie          | Alternativname          | Rek           | Dek           | Distanz/asec |
| --- | ---------------- | ----------------------- | ------------- | ------------- | ------------ |
| →   | IC 1732          | LEDA/PGC 6805           | 01h50m47.90s  | +35d55m57.9s  | 0            |
| 1   | LEDA/PGC 6768    | 2MASX J01502235+3558596 | 01h50m22.388s | +35d59m00.01s | 359.28       |
| 2   | LEDA/PGC 197595  | 2MASX J01512641+3556034 | 01h51m26.43s  | +35d56m03.6s  | 468.38       |
| 3   | LEDA/PGC 2069949 | 2MASX J01510379+3547033 | 01h51m03.82s  | +35d47m03.1s  | 568.68       |
| 4   | LEDA/PGC 6875    | 2MASX J01513246+3552316 | 01h51m32.47s  | +35d52m32.0s  | 579.33       |
| 5   | LEDA/PGC 197593  | 2MASX J01504298+3545441 | 01h50m42.99s  | +35d45m44.4s  | 616.42       |
| 6   | LEDA/PGC 6757    | 2MASX J01501021+3603116 | 01h50m10.22s  | +36d03m11.6s  | 630.13       |
| 7   | LEDA/PGC 6865    | UGC 1319                | 01h51m29.15s  | +36d03m57.4s  | 693.91       |
| 8   | LEDA/PGC 2073478 | 2MASX J01495348+3600276 | 01h49m53.48s  | +36d00m27.4s  | 713.61       |
| 9   | LEDA/PGC 197594  | 2MASX J01505663+3608413 | 01h50m56.65s  | +36d08m41.3s  | 770.84       |
| 10  | LEDA/PGC 6740    | 2MASX J01495693+3605336 | 01h49m56.92s  | +36d05m33.9s  | 845.42       |
| 11  | LEDA/PGC 2068257 | 2MASX J01505167+3540341 | 01h50m51.67s  | +35d40m34.0s  | 924.76       |
| 12  | NGC 679          | LEDA/PGC 6711           | 01h49m43.78s  | +35d47m08.3s  | 942.41       |
| 13  | LEDA/PGC 2073423 | 2MASX J01493161+3600141 | 01h49m31.62s  | +36d00m14.5s  | 959.99       |
| 14  | LEDA/PGC 2073423 | 2MASX J01493161+3600141 | 01h49m31.62s  | +36d00m14.5s  | 995.43       |